# Lee M. Thomas

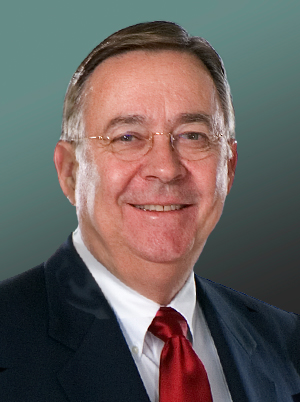
Lee M. Thomas (2008)

Lee Muller Thomas (* 13. Juni 1944 in Ridgeway, Fairfield County, South Carolina) ist ein US-amerikanischer Manager und ehemaliger Administrator der Environmental Protection Agency (EPA).

## Biografie
Nach dem Schulbesuch studierte er Psychologie an der University of the South und erwarb dort 1967 einen Bachelor of Arts (B.A. Psychology). Ein anschließendes Postgraduiertenstudium der Pädagogik an der University of South Carolina schloss er 1970 mit einem Master of Education (M.Ed.) ab.
Anschließend war er zunächst Mitarbeiter des Stadtrates von Ridgeway, ehe er 1972 in den Staatsdienst von South Carolina wechselte und dort zuerst bis 1977 Direktor des Büros für Strafjustizprogramme (Office of Criminal Justice Programs) wurde. Zwischen 1979 und 1981 war er Direktor der Abteilung für Programme der öffentlichen Sicherheit (Division of Public Safety Program). Während dieser Zeit war er auch Vorsitzender der Nationalen Strafrechtsvereinigung (National Criminal Justice Association).
1981 wechselte er in den Regierungsdienst und war zunächst als Beisitzender Direktor für Staatliche und Lokale Programme sowie Unterstützung bei der Bundesagentur für Notfallmanagement (Federal Emergency Management Agency) tätig. 1983 wurde er Mitarbeiter der Environmental Protection Agency (EPA) und war Assistent des Administrators für feste Abfälle und Störfallreaktionen. 1985 wurde Thomas, der auch Mitglied der Republikanischen Partei ist, schließlich selbst zum Administrator der EPA ernannt und leitete diese Behörde bis zum Ende der Amtszeit von US-Präsident Ronald Reagan 1989.
Im Anschluss wechselte Thomas in die Privatwirtschaft und war zunächst Vorsitzender und CEO von Law Companies Environmental Group Inc. 1993 trat er in den Dienst des Unternehmens Georgia-Pacific, einem der weltgrößten Hersteller und Vermarkter von Holzschliff, Tissue, Pappe, Papier, Verpackungen und cellulosebasierten Baustoffen (Sperrholz, Gipskarton). Zunächst war er Senior Vicepresident für Umwelt- und Regierungsangelegenheiten und danach zwischen 1997 und 2000 Executive Vicepresident für Papier und Chemikalien. Anschließend war er Executive Vicepresident für Konsumgüter, ehe er 2000 Präsident von Georgia-Pacific wurde. Als solcher war er 2002 auch kurzzeitig für Baumaterial und Vertrieb verantwortlich und dann von 2003 bis 2005 als Chief Operating Officer (COO).
2006 wurde er Mitglied des Board of Directors des Holzwirtschafts- und Grundbesitzunternehmens Rayonier, dessen Präsident, Vorsitzender und CEO er seit 2007 ist. Daneben war er tätig als Mitglied der Boards of Directors von Airgas, der Federal Reserve Bank of Atlanta, der Regal Entertainment Group, der Alliance for Climate Protection, der American Forest & Paper Association sowie des World Resources Institute.